# أحمد النجار (ممثل)
أحمد النجار، ممثل كويتي. بدأ التمثيل بعام 2013 في مسلسل يمعة أهل.

## أعماله

### من أعمال التلفزيون
| سنة الإنتاج | اسم المسلسل  | الشخصية |
| ----------- | ------------ | ------- |
| 2013        | يمعة أهل     |         |
| 2015        | امرأة مفقودة |         |
| 2019        | جمان         | فواز    |
| 2019        | من حقي أحب   | طلال    |
| 2021        | سما عالية    | فيصل    |
| 2021        | الناموس      | فواز    |
| 2021        | أمينة حاف    | ضاري    |